# Дискографија групе Spice Girls
Енглеска поп група Spice Girls је издала 3 студијска албума, 1 компилацијски албум, 11 синглова и 18 спотова. Формирана 1994. године, групу су чиниле Викторија Бекам (Пош Спајс), Мелани Чизом (Спорти Спајс), Мелани Браун (Скери Спајс), Ема Бантон (Бејби Спајс) и Џери Халивел (Џинџер Спајс).
Њихов дебитантски сингл, „Wannabe”, издат је за Virgin Records у Уједињеном Краљевству у јулу 1996. године. Достигао је 1. место на топ-листама у 31 држави и постао је најпродаванији дебитантски сингл свих времена. У УК, остао је на првом месту UK Singles Chart седам недеља и продао је преко шест милиона примерака широм света. Такође се нашао на 1. месту топ-листе Billboard Hot 100 у Сједињеним Америчким Државама 3 недеље у фебруару 1997. године. Следећи синглови, „Say You'll Be There” и „2 Become 1”, такође су достигли прво место у УК и достигли топ 5 у већини европских држава и САД. Групин први албум, Spice, издат је у УК у новембру 1996. године и био је глобално успешан, продавши 2 милиона примерака прве недеље и 10 милиона примерака у следећих 7 месеци. Spice је продао 23 милиона примерака широм света и награђен је десетоструким платинастим сертификатом од стране Британске фонографске индустрије (BPI). Њихов четврти сингл, „Mama”/„Who Do You Think You Are?”, такође је достигао 1. место у УК.
У новембру 1997. године, група је издала свој други албум, , који је BPI пет пута наградила платинастим сертификатом. Са албума су издата 3 сингла која су достигла 1. место у УК, „Spice Up Your Life”, „Too Much” и „Viva Forever”, док је сингл „Stop” достигао 2. место у УК, завршивши њихов непрекидни низ синглова који су достигли 1. место у УК на 6. У мају 1998. године, Џери Халивел је напустила групу. Сада квартет, Spice Girls у децембру 1998. издају сингл „Goodbye”, посвећен Џери, који достиже 1. место у УК. У новембру 2000. године, четворка издаје трећи студијски албум, , који је на топ-листи у УК достигао 2. место и добио је платинасти сертификат од BPI. Са албума је издат један сингл, „Holler”/„Let Love Lead the Way”, који је достигао 1. место у УК. У децембру 2000. године, група се распада и чланице се окрећу соло каријерама и мајчинству.
У јуну 2007. године, свих 5 чланица су се поново окупиле ради заједничке турнеје. Издат је компилацијски албум највећих хитова, под називом Greatest Hits, са 2 нове песме, „Headlines (Friendship Never Ends)” и „Voodoo”, од којих је прва издата као сингл. Албум је достигао 2. место у УК и такође је постао њихов први албум који је достигао 1. место у Аустралији. Такође се рангирао у топ 10 у Ирској. Greatest Hits је такође добио платинасти сертификат у УК. До јануара 2010. године, Spice Girls су укупно продале више од 85 милиона примерака албума и синглова широм света. Године 2012, Official Charts Company прогласила је Spice Girls 20. извођачем по броју продатих синглова у УК, чинећи их најуспешнијом женском групом у Уједињеном Краљевству. Тренутно су 7. најуспешнија група свих времена.

## Албуми

### Студијски албуми
| Назив | Детаљи                                                                                    | Највиша позиција на топ-листи | Највиша позиција на топ-листи | Највиша позиција на топ-листи | Највиша позиција на топ-листи | Највиша позиција на топ-листи | Највиша позиција на топ-листи | Највиша позиција на топ-листи | Највиша позиција на топ-листи | Највиша позиција на топ-листи | Највиша позиција на топ-листи | Сертификати | Продаја                                                 |
| Назив | Детаљи                                                                                    | УК                            | АУС                           | КАН                           | НЕМ                           | ИРС                           | ХОЛ                           | Н3                            | ШВЕ                           | ШВА                           | САД                           | Сертификати | Продаја                                                 |
| ----- | ----------------------------------------------------------------------------------------- | ----------------------------- | ----------------------------- | ----------------------------- | ----------------------------- | ----------------------------- | ----------------------------- | ----------------------------- | ----------------------------- | ----------------------------- | ----------------------------- | --- | ------------------------------------------------------- |
|       | - Издат: 4. новембра 1996. - Издавачка кућа: - Формати: , касета, дигитално преузимање,   | 1                             | 3                             | 1                             | 6                             | 1                             | 1                             | 1                             | 1                             | 5                             | 1                             | - УК: 10× Платинасти - АУС: 6× Платинасти - КАН: Дијамантски - ФРА: Дијамантски - НЕМ: 3× Златни - ИРС: 9× Платинасти - ХОЛ: 3× Платинасти - НЗ: 7× Платинасти - ШВЕ: 2× Платинасти - ШВА: 2× Платинасти - САД: 7× Платинасти | - Свет: 23 милиона - УК: 3,1 милион - САД: 7,5 милиона  |
|       | - Издат: 3. новембра 1997. - Издавачка кућа: - Формати: , касета, дигитално преузимање, , | 1                             | 2                             | 2                             | 4                             | 1                             | 1                             | 1                             | 3                             | 2                             | 3                             | - УК: 5× Платинасти - АУС: 6× Платинасти - КАН: Дијамантски - ФРА: 2× Платинасти - НЕМ: Платинасти - ХОЛ: Платинасти - НЗ: 3× Платинасти - ШВЕ: 2× Платинасти - ШВА: 2× Платинасти - САД: 4× Платинасти                       | - Свет: 13 милиона - УК: 1,6 милиона - САД: 4,2 милиона |
|       | - Издат: 1. новембра 2000. - Издавачка кућа: - Формати: , касета, дигитално преузимање,   | 2                             | 9                             | 6                             | 6                             | 15                            | 30                            | 25                            | 24                            | 11                            | 39                            | - УК: Платинасти - АУС: Златни - КАН: 2× Платинасти - ФРА: Златни - НЕМ: Златни - ХОЛ: Златни - НЗ: Златни - ШВА: Платинасти                                                                                                  | - Свет: 4 милиона - УК: 300000 - САД: 207000            |

### Компилацијски албуми
| Назив  | Детаљи                                                                            | Највиша позиција на топ-листама | Највиша позиција на топ-листама | Највиша позиција на топ-листама | Највиша позиција на топ-листама | Највиша позиција на топ-листама | Највиша позиција на топ-листама | Највиша позиција на топ-листама | Највиша позиција на топ-листама | Највиша позиција на топ-листама | Највиша позиција на топ-листама | Сертификати                                                                        | Продаја                    |
| Назив  | Детаљи                                                                            | УК                              | АУС                             | КАН                             | НЕМ                             | ИРС                             | ХОЛ                             | НЗ                              | ШВЕ                             | ШВА                             | САД                             | Сертификати                                                                        | Продаја                    |
| ------ | --------------------------------------------------------------------------------- | ------------------------------- | ------------------------------- | ------------------------------- | ------------------------------- | ------------------------------- | ------------------------------- | ------------------------------- | ------------------------------- | ------------------------------- | ------------------------------- | ---------------------------------------------------------------------------------- | -------------------------- |
| [ 45 ] | - Издат: 7. новембра 2007. - Издавачка кућа: - Формати: CD, CD+DVD, дигитално преузимање, | 2                               | 1                               | 11                              | 50                              | 3                               | 73                              | 15                              | 50                              | 52                              | 93                              | - УК: 2× Платинасти - АУС: Платинасти - КАН: Златни - ИРС: Платинасти - Н3: Златни | - УК: 600000 - САД: 600000 |

### Бокс сетови
| Назив  | Детаљи                                                |
| ------ | ----------------------------------------------------- |
| [ 51 ] | - Издат: 27. априла 2004. - Издавачка кућа: - Формат: |

## Синглови

### Као главни извођач
| Сингл                                                                                           | Година | Највиша позиција на топ-листама | Највиша позиција на топ-листама | Највиша позиција на топ-листама | Највиша позиција на топ-листама | Највиша позиција на топ-листама | Највиша позиција на топ-листама | Највиша позиција на топ-листама | Највиша позиција на топ-листама | Највиша позиција на топ-листама | Највиша позиција на топ-листама | Сертификати | Албум   |
| Сингл                                                                                           | Година | УК                              | АУС                             | ФРА                             | НЕМ                             | ИРС                             | ХОЛ                             | Н3                              | ШВЕ                             | ШВА                             | САД                             | Сертификати | Албум   |
| ----------------------------------------------------------------------------------------------- | ------ | ------------------------------- | ------------------------------- | ------------------------------- | ------------------------------- | ------------------------------- | ------------------------------- | ------------------------------- | ------------------------------- | ------------------------------- | ------------------------------- | --- | ------- |
| „”                                                                                              | 1996.  | 1                               | 1                               | 1                               | 1                               | 1                               | 1                               | 1                               | 1                               | 1                               | 1                               | - УК: 3× Платинасти - АУС: 2× Платинасти - ФРА: Дијамантски - НЕМ: Платинасти - ХОЛ: Златни - НЗ: Платинасти - ШВЕ: Златни - ШВА: Златни - САД: Платинасти |         |
| „”                                                                                              | 1996.  | 1                               | 12                              | 2                               | 16                              | 2                               | 5                               | 2                               | 4                               | 4                               | 3                               | - УК: Платинасти - АУС: Златни - ФРА: Златни - НЗ: Платинасти - САД: Златни                                                                                |         |
| „”                                                                                              | 1996.  | 1                               | 2                               | 4                               | 13                              | 1                               | 2                               | 3                               | 7                               | 10                              | 4                               | - УК: 2× Платинасти - АУС: Платинасти - ФРА: Златни - НЗ: Златни - САД: Златни                                                                             |         |
| „”/„”                                                                                           | 1997.  | 1                               | 13                              | 16                              | 4                               | 1                               | 3                               | 6                               | 5                               | 6                               | —                               | - УК: Платинасти - ФРА: Златни - НЕМ: Златни - ХОЛ: Златни - Н3: Златни - ШВЕ: Златни                                                                      |         |
| „”                                                                                              | 1997.  | 1                               | 8                               | 3                               | 14                              | 2                               | 4                               | 2                               | 2                               | 5                               | 18                              | - УК: Платинасти - АУС: Платинасти - ФРА: Златни - ХОЛ: Златни - НЗ: Платинасти - ШВЕ: Платинасти - САД: Златни                                            |         |
| „Too Much”                                                                                      | 1997.  | 1                               | 9                               | 20                              | 21                              | 4                               | 15                              | 9                               | 18                              | 18                              | 9                               | - УК: Платинасти - АУС: Златни - ФРА: Златни - Н3: Златни                                                                                                  |         |
| „”                                                                                              | 1998.  | 2                               | 5                               | 12                              | 35                              | 3                               | 6                               | 9                               | 8                               | 20                              | 16                              | - УК: Златни - АУС: Златни - ФРА: Златни |         |
| „”                                                                                              | 1998.  | 1                               | 2                               | 18                              | 4                               | 2                               | 7                               | 1                               | 6                               | 3                               | —                               | - УК: Платинасти - АУС: Платинасти - ФРА: Златни - НЕМ: Златни - НЗ: Платинасти - ШВЕ: Златни - ШВА: Златни                                                |         |
| „”                                                                                              | 1998.  | 1                               | 3                               | 21                              | 17                              | 1                               | 5                               | 1                               | 2                               | 8                               | 11                              | - УК: Платинасти - АУС: Платинасти - КАН: 2× Платинасти - НЗ: Платинасти - ШВЕ: Златни - САД: Златни                                                       | Forever |
| „”/„”                                                                                           | 2000.  | 1                               | 2                               | 44                              | 17                              | 3                               | 12                              | 2                               | 8                               | 15                              | —                               | - УК: Сребрни - АУС: Платинасти - НЗ: Златни | Forever |
| „”                                                                                              | 2007.  | 11                              | 74                              | —                               | 46                              | 29                              | 52                              | —                               | 3                               | —                               | 90                              | |         |
| „—” значи да се одређено издање није рангирало на датој топ-листи или није издато у тој држави. |        |                                 |                                 |                                 |                                 |                                 |                                 |                                 |                                 |                                 |                                 | |         |

### Као гостујући извођач
| „” (као део )                                                                                   | 1998. | 9  | —  | Нису синглови са албума |
| „It's Only Rock 'n Roll (But I Like It)” (као део )                                             | 1999. | 19 | 92 | Нису синглови са албума |
| „—” значи да се одређено издање није рангирало на датој топ-листи или није издато у тој држави. |       |    |    |                         |

### Промотивни синглови
| Сингл | Година | Албум                |
| ----- | ------ | -------------------- |
| „”    | 1996.  | Није сингл са албума |
| „”    | 1997.  |                      |
| „”    | 1997.  |                      |
| „”    | 1999.  |                      |
| „”    | 2000.  |                      |
| „”    | 2000.  |                      |
| „”    | 2000.  |                      |
| „”    | 2007.  |                      |

## Друга појављивања
| Сингл                               | Година | Албум  |
| ----------------------------------- | ------ | ------ |
| „” (Уживо)                          | 1998.  | [ а ]  |
| „” (Уживо) (са Лучаном Паваротијем) | 1998.  | [ а ]  |
| „                                   | 1998.  |        |
| „”                                  | 2000.  | [ 81 ] |
| „”                                  | 2000.  | [ 81 ] |

## Видеографија

### Видео албуми
| Наслов | Детаљи                                                         | Сертификати                                                    |
| ------ | -------------------------------------------------------------- | -------------------------------------------------------------- |
|        | - Објављено: 14. априла 1997. - Издавачка кућа: - Формат:      | - КАН: 8× Платинасти - ФРА: 3× Платинасти - УК: 13× Платинасти |
|        | - Објављено: 1. децембра 1997. - Издавачка кућа: - Формати: ,  | - САД: Платинасти - ФРА: Дијамантски - УК: 5× Платинасти       |
|        | - Објављено: 16. новембра 1998. - Издавачка кућа: - Формати: , | - САД: Платинасти - УК: Платинасти                             |
|        | - Објављено: 7. јуна 1999. - Издавачка кућа: - Формат:         |                                                                |
|        | - Објављено: 13. новембра 2000. - Издавачка кућа: - Формати: , |                                                                |

### Спотови
| Наслов                       | Година | Редитељ                     | Напомене             |
| ---------------------------- | ------ | --------------------------- | -------------------- |
| „”                           | 1996.  | Јохан Камиц                 |                      |
| „”                           | 1996.  | Воган Арнел                 |                      |
| „”                           | 1996.  | Енди Делани и Мони Вајтблум |                      |
| „”                           | 1997.  | Енди Делани и Мони Вајтблум |                      |
| „”                           | 1997.  | Грег Масуак                 |                      |
| „” ( верзија)                | 1997.  | Грег Масуак                 |                      |
| „”                           | 1997.  | Маркус Ниспел               |                      |
| „”                           | 1997.  | Хауард Гринхал              |                      |
| „Too Much” ( верзија)        | 1997.  | Хауард Гринхал              |                      |
| „”                           | 1998.  | Џејмс Браун                 |                      |
| „”                           | 1998.  | Н/Д                         | Као део              |
| „”                           | 1998.  | Стив Бокс                   |                      |
| „”                           | 1998.  | Хауард Гринхал              |                      |
| „”                           | 1999.  | Н/Д                         | Као део              |
| „”                           | 2000.  | Џејк Нава                   |                      |
| „”                           | 2000.  | Грег Масуак                 |                      |
| „If You Wanna Have Some Fun” | 2000.  | Арнод Бурсан                | Компилацијски снимци |
| „”                           | 2007.  | Ентони Мендлер              |                      |